# La Lomita, San Miguel de Allende
La Lomita är en ort i Mexiko.   Den ligger i kommunen San Miguel de Allende och delstaten Guanajuato, i den centrala delen av landet, 240 km nordväst om huvudstaden Mexico City. La Lomita ligger 1 964 meter över havet och antalet invånare är 523.
Terrängen runt La Lomita är varierad, och sluttar västerut. Runt La Lomita är det ganska tätbefolkat, med 96 invånare per kvadratkilometer. Närmaste större samhälle är San Miguel de Allende, 2,7 km söder om La Lomita. Trakten runt La Lomita består i huvudsak av gräsmarker.